# 8295 Toshifukushima
8295 Toshifukushima eller 1992 UN4 är en asteroid i huvudbältet som upptäcktes den 26 oktober 1992 av de båda japanska astronomerna Kazuro Watanabe och Kin Endate vid Kitami-observatoriet. Den är uppkallad efter den japanske astronomen Toshio Fukushima.
Asteroiden har en diameter på ungefär 6 kilometer och den tillhör asteroidgruppen Gefion.